# Піонерський (Єрмекеєвський район)
Піоне́рський (рос. Пионерский, башк. Пионерский) — село у складі Єрмекеєвського району Башкортостану, Росія. Входить до складу Спартацької сільської ради.
Населення — 220 осіб (2010; 205 в 2002).
Національний склад:
- башкири — 34 %